# بازرگان، افغانستان
بازرگان (به لاتین: Bazargan) یک منطقهٔ مسکونی در افغانستان است که در ولایت هرات واقع شده‌است.